# Christos Hatzis
Christos Panagiotou Hatzis (griechisch Χρήστος Χατζής Chrístos Chatzís; * 21. März 1953 in Volos/Thessalien, Griechenland) ist ein kanadischer Komponist griechischer Herkunft.

## Leben und Wirken
Hatzis begann seine musikalische Ausbildung an der Niederlassung des Griechischen Konservatoriums in seiner Heimatstadt. Er studierte Akkordeon und Harmonielehre bei Charalambos Kehaides und erwarb Abschlüsse in den Fächern Musiktheorie und Instrumentation. Von 1974 bis 1977 studierte er an der Eastman School of Music zunächst bei Joseph Schwantner und Warren Benson, später bei Samuel Adler und Russell Peck. Sein Dissertationsstudium begann er 1977 an der State University of New York unter Leitung von Lejaren Hiller. Weitere Lehrer waren Morton Feldman und Włodzimierz Kotoński. Nach dem Abschluss des Studiums 1982 ging er nach Kanada, 1985 erhielt er die kanadische Staatsbürgerschaft. Er arbeitete dort zunächst als freiberuflicher Lehrer und Komponist und trat mit griechischen Bands in Nachtclubs auf. 1985 wurde er Associate Professor an der Musikfakultät der University of Toronto, 2003 erhielt er eine Vollprofessur.
In seinen frühesten Werken experimentierte Hatzis mit graphischer Notation, später entwickelte er, beeinflusst von der fraktalen Geometrie, eine Tonsprache, die er chronochroma nannte und in seiner Schrift The Law of One darstellte. In späteren Kompositionen nahm er verschiedenste musikalische Einflüsse von mittelalterlicher Musik, byzantinischer Kirchenmusik, klassischer und Volksmusik des Nahen Ostens über den Kehlgesang der Inuit bis zur Popmusik der 1960er Jahre und dem Jazz auf. Er wurde u. a. mit dem Jules-Legére-Preis für Neue Musik und dem Spezialpreis des Prix Italia (1996), dem Rundfunkpreis des Prix Bohemia und dem National Music Award (1998), dem New Pioneers Arts Award (2002) und zwei Juno Awards (2006 und 2008) ausgezeichnet. Er erhielt Kompositionsaufträge von Musikern wie der Geigerin Hilary Hahn, der Perkussionistin Evelyn Glennie, dem Pacifica Quartet und dem Tafelmusik Baroque Orchestra. Viele seiner Werke wurden auch von seiner Frau, der Perkussionistin Beverley Johnston, aufgeführt.

## Werke
- Vernal Equinox für Marimba und Orchester, 2020
- Menorah für Violine und Klavier, 2019
- Orbiting Garden für Klavier und Audioplayback, 1989, 2019
- String Quartet No. 5 (The Transforming), 2019
- Face To Face für Klavier, 2019
- Rear-Vew Mirror für Marimba, 2018
- String Quartet No. 4 (The Suffering), 2018
- Haikus für Sopran und Marimba (nach baskischen Gedichten von Tzaro Etxebarria Clemente),  2018
- Vignettes für Violine und Marimba, 2017
- SYN-PHONIA (Migration Patterns) für Kehlgesang, arabischen Sänger und Instrumentalist, Orchester und Audioplayback, 2016
- Thunder Drum für Orchester und Audioplayback, 2016
- Phosphorus für Marimba und Audioplayback, 2015
- GOING HOME STAR: Truth and Reconciliation, Ballettmusik, 2014
- String Quartet No. 3 (The Questioning), 2013
- The Isle is Full of Noises für Orchester, 2013, 2014
- Atonement für Cello und Klavier, 2012
- Redemption: Book 3 für Orchester, 2012
- Lamento für Alt und Orchester, 2012
- Mysterion Xenon für gemischten Chor, 2011
- Modulations für zwei Vibraphone und zwei Marimbas, 2011
- Departures, Konzert für Flöte und Streichorchester, 2011
- Okiatsāsiujut für Frauenchor, 2011
- Extreme Unction für Bassklarinette und Streichorchester, 2011
- Four Songs on Poems by Elizabeth Bishop für Sopran und Kammerorchester, 2010
- Credo für Bariton, Backgroundsänger und Orchester, 2010
- Symbol of Faith für Bariton und Klavier, 2009
- Dystopia für Solovioline, 2009
- Coming To für Violine und Klavier, 2009
- Anaktoria für Mezzosopran, Klarinette, Violine, Viola, Cello und Klavier, 1990
- Redemption: Book 1 für Streichquartett und Kammerorchester, 2009
- Mirage? für Vibraphon, Cloud Gongs und Streichorchester, 2009
- Arabesque für Violine, Klavier und Streichorchester, 2009
- In the Fire of Conflict für Marimba und Audioplayback, 2008
- In the Fire of Conflict für Cello, Perkussion und Audioplayback, 2008
- Psalm 91 für gemischten Chor und Harfe, 2008
- From the Song of Songs für arabische Sängerin, Tenor, Oud, Streichquintett, Cembalo und gemischten Chor, 2008
- WATER für drei oder mehr Kinderchöre, Fiddle und Bouzouki, 2008
- Afterthoughts 2 für Flöte, Vibraphon und Klavier, 2007
- Lazy Afternoons by the Lake für Klarinette, Marimba und Klavier, 2007
- Easter Kontakion für gemischten Chor und Orgel, 2007
- Tongues of Fire für Perkussion und Orchester, 2007
- Mystical Visitations für arabische Sängerin, zwei Backgroundsängerinnen, Holzbläser, Fiddle, Oud, Gitarre, elektrischer Bass und zwei Perkussionisten, 2006
- Rebirth für Viola und Orchester, 2006
- Wormwood für Bassbariton, Kindersopran, Rapsänger, Violine, Cello, Klavier und gemischten Chor, 2005
- Through a Glass Darkly für Klavier, 2005
- Telluric Dances für Oboe und Orchester, 2005
- Cruel Elegance für Streichquartett, 2004
- Winter Solstice: Concerto for French Horn and String Orchestra, 2004
- Four Rituals for Percussion Quintet, Choir and Audience, 2004
- Parlor Musin für Vibraphon, Klarinette, Cello und Klavier, 2004
- Christos Anesti für Alt, Sänger aus Vorderasien und Orchester, 2004
- The Troparion of Kassiani für Sopran und gemischten Chor, 2004
- Sepulcher of Life für Sopran, Sänger aus Vorderasien, gemischten Chor und Sinfonieorchester, 2004
- K 627: Concerto for Piano and Orchestra in F Major in the Spirit of W. A. Mozart, 2003
- LIGHT (Arctic Dreams 2) für Kinderchöre, Flöte, Vibraphon und digitales Audioplayback, 2003
- Light from the Cross für Mezzosopran und Kammerorchester, 2002
- Arctic Dreams 1 für Flöte, Vibraphon, Tonband und Kindersopran, 2002
- Afterthoughts 1 für Violine, Cello und Klavier, 2002
- Pyrrichean Dances für Viola, Perkussion und Streichorchester, 2001
- From the Book of Job für Sopran und Orchester, 2001
- Constantinople, Multimediawerk für Mezzosopran, Sänger aus Vorderasien, Violine, Cello, Klavier und elektronische visuelle und Audiomedien, 2000
- Everlasting Light für Countertenor, Tenor, Bariton, gemischten Chor, Perkussion und Kristallgläser, 1999
- String Quartet No. 2 (The Gathering), 1999
- De Angelis für Mezzosopran, drei Altistinnen, gemischen Chor und Bordun, 1999
- Viderunt Omnes für Radio, 1998
- Farewell to Bach für Barockorchester, 1998
- Kyrienfür Sopran, Countertenor, Tenor, Bariton, Bass, zwei gemischte Chöre, zwei Kontrabässe, zwei Perkussionisten und Orgel, 1997
- Confessional für Cello und Orchester, 1997
- Fertility Rites für Marimba und Tonband, 1997
- Zeitgeist für Streichorchester, 1996
- Footprints in New Snow, Radiodokumentation/Komposition, 1996
- Melisma für Klarinette und Bordun, 1995
- Tetragrammaton für Sopran und Tonband, 1995
- Heirmos für Oboe d’amore, gemischten Chor, Violine, Cello, Harfe und Perkussion, 1994
- String Quartet No. 1 (The Awakening), 1994
- Of Threads and Labyrinths für Oboe, Harfe und Tonband, 1994
- Three Songs on poems by Sappho für Countertenor, Klarinette, Viola, Cello und Klavier, 1993
- Concerto for Flute and Chamber Orchestra, 1993
- Burial Ground (In Memoriam: Chari Polatos) für Holzbläserquintett, 1993
- The Gouldberg Variations für MIDI-Piano und Instrumentalensemble, 1992
- The Idea of Canada, Radiostrück, 1992
- From the Vanishing Gardens of Eden für zwölf Bratschen und Tonband, 1992
- Erotikos Logos, sechs Lieder für Countertenor, Klarinette, Viola, Cello und Klavier nach griechischen Texten von George Seferis, 1991
- Byzantium für Oboe und Tonband, 1991
- Mortiferum Felmfür Akkordeon, Flöte, Oboe, Fagott, Trompete, Horn, Posaune, Perkussion und Streichquartett, 1985–1990
- Stylus für drei oder vier Instrumente, 1990
- The Birth of Venus für Kontrabass und Tonband, 1990
- The Mega4 Meta4 für Viola und Tonband, 1990
- Dithyros Dithyrambos für zwei Blockflöten, 1989
- Prisma für Flöte, Klarinette, Violine, Viola, Cello, Kontrabass, Klavier und Perkussion, 1989
- Pavillons En l' Air für Tuba, Perkussion und Tonband, 1989
- Orbiting Garden für Klavier und Audioplayback, 1989
- Crucifix für byzantinischen Kantor und Tonband, 1988
- Nadir für Blockflöte, Viola und Tonband, 1988
- The Temptation of St. Anthony für Tonband, 1987
- Embroideredfür Sopran, Tenor, Flöte, Klarinette, Gitarre, Klavier, Perkussion, Violine, Cello und Kontrabass, 1987
- On Cerebral Dominance für Flöte, Violine, Viola, Bassklarinette, Klavier und Vibraphon, 1987
- Salutations für Sopran, Tenor, Bariton, Chor und Orchester, 1986
- Beyond the Pillars of Hercules für Orchester, 1985
- Omen für Flöte, Oboe, Klarinette, Trompete, Horn, Posaune, Klavier, zwei Perkussionisten und Streichorchester, 1985
- Equivoque für Akkordeon und Tonband, 1985
- Spring Equinox für Flöte, Oboe, Fagott, Trompete, Horn, Posaune, Klavier, Perkussion, Streicher und Elektronik, 1985
- Arcana für Mezzosopran, Klarinette, Viola, Cello, Klavier und Orchester nach Texten von Gwendolyn McEwen, 1983
- The Law of One für Harfe, zwei Klaviere, zwei Violine, zwei Bratschen, zwei Kontrabässe, zwei Flöten, zwei Oboen, zwei Posaunen und zwei Chöre, 1981
- Erevos für Oboe live und auf Tonband, 1979
- Cain für Flöte und Perkussion, 1978
- Aztlan für Oboe und Harfe, 1978

## Weblink
- Website von Christos Hatzis